# Rudolf I (margrabia Badenii)
Rudolf I (ur. ok. 1230 r., zm. 19 listopada 1288 r.) – margrabia Badenii od 1268 r. z rodu Zähringen (faktycznie – od 1248 r., w imieniu brata Hermana VI, a następnie bratanka Fryderyka I).

## Życiorys
Rudolf był drugim synem margrabiego Badenii Hermana V i Ermengardy, córki palatyna reńskiego Henryka V z rodu Welfów. Po śmierci ojca sprawował rządy w Badenii wraz ze starszym bratem Hermanem VI – faktycznie samodzielnie po przejęciu przez Hermana praw do tytułu księcia Austrii w 1248 r. Po śmierci Hermana w 1250 r. został regentem jego syna Fryderyka I, który zmarł bezpotomnie w 1268 r. Okres wielkiego bezkrólewia wykorzystał do poszerzania dóbr rodowych. Toczył liczne spory z sąsiadami, w szczególności z biskupami Strasburga. Pozostawał w dobrych stosunkach z królem Czech Przemysłem Ottokarem II. Został pochowany w klasztorze Lichtenthal.

## Rodzina
Żoną Rudolfa była od Kunegunda, córka Ottona I, hrabiego Ebersteinu. Mieli ośmioro dzieci, w tym czterech synów, którzy podzielili między siebie dziedzictwo po ojcu:
- Herman VII,
- Rudolf II,
- Kunegunda, żona Fryderyka VI, hrabiego Zollern,
- Adelajda, ksieni klasztoru Lichtenthal,
- Hesso,
- Rudolf III,
- Kunegunda, żona Rudolfa II, hrabiego Wertheimu,
- Ermengarda, żona Eberharda I, hrabiego Wirtembergii.